# Richard Foster Baker
Richard Foster Baker (Detroit, 25 gennaio 1857 – Chicago, 21 febbraio 1921) è stato un regista statunitense.

## Biografia
Tra il 1914 e il 1917 realizzò per la Essanay Film Manufacturing Company numerosi cortometraggi tratti dalle Fables in Slang dello scrittore George Ade. Nel 1916 diresse Sweedie Goes to College, ventitreesimo titolo della serie dedicata al personaggio Sweedie reso celebre dall'attore Wallace Beery. Concluse la carriera nel 1918 con il suo secondo lungometraggio Kidder & Ko (dopo The Little Girl Next Door del 1916), realizzato per la Diando Film Corporation.

## Filmografia
- The Rosary (1911)
- Her Dad the Constable (1911)
- God's Inn by the Sea (1911)
- The New Manager (1911)
- The Gordian Knot (1911)
- Fate's Funny Frolic (1911)
- The Burglarized Burglar (1911)
- Lost Years (1911)
- The Fable of the Honeymoon That Tried to Come Back (1914)
- The Fable of the Bush League Lover Who Failed to Qualify (1914)
- Shadows (1914)
- The Fable of Elvira and Farina and the Meal Ticket (1915)
- Sweedie Goes to College (1915)
- The Fable of the Two Unfettered Birds (1915)
- The Fable of the Tip and the Treasure (1915)
- A Bunch of Keys (1915)
- The Fable of the Roistering Blades (1915)
- Rule Sixty-Three (1915)
- The Fable of Hazel's Two Husbands and What Became of Them (1915)
- The Fable of the Through Train (1915)
- The Fable of the Statesman Who Didn't Make Good (1915)
- The Fable of the Sorrows of the Unemployed and the Danger of Changing from Bill to Harold (1915)
- The Fable of the Escape of Arthur and the Salvation of Herbert (1915)
- The Fable of Handsome Jethro, Who Was Simply Cut Out to Be a Merchant (1915)
- The Fable of the Two Philanthropic Sons (1916)
- The Fable of Flora and Adolph and a Home Gone Wrong (1916)
- The Fable of the Grass Widow and the Mesmeree and the Six Dollars (1916)
- The Little Girl Next Door (1916) – Co-regia con M. Blair Coan
- The Fable of the Fearsome Feud Between the First Families (1916)
- The Fable of Books Made to Balance (1916)
- The Fable of How Wisenstein Did Not Lose Out to Buttinsky (1916)
- The Fable of the Slim Girl Who Tried to Keep a Date That Was Never Made (1916)
- The Fable of the Kittenish Super-Anns and the World-Weary Snipes (1916)
- The Fable of the Throbbing Genius of a TankTown Who Was Encouraged by Her Folks Who Were Prominent (1916)
- The Heart of Virginia Keep (1916)
- Unto the Least of These (1916)
- The Girl God Made for Jones (1917)
- The Little Missionary (1917)
- Three Ways Out (1917)
- The Invisible Web (1917)
- The Ham What Was (1917)
- The Fable of the Twelve-Cylinder Speed of the Leisure Class (1917)
- The Fable of the Wandering Boy and the Wayward Parents (1917)
- The Fable of What Transpires After the Wind-Up (1917)
- The Fable of What the Best People Are Not Doing (1917)
- The Fable of the Speedy Sprite (1917)
- The Fable of All That Triangle Stuff As Sized Up by the Meal Ticket (1917)
- The Fable of the Film Fed Family (1917)
- The Fable of the Uplifter and His Dandy Little Opus (1917)
- The Fable of the Girl Who Took Notes and Got Wise and Then Fell Down (1917)
- Kidder & Ko (1918)